# Liparis leucophaea
Liparis leucophaea är en orkidéart som beskrevs av Rudolf Schlechter. Liparis leucophaea ingår i släktet gulyxnen, och familjen orkidéer. Inga underarter finns listade i Catalogue of Life.